# Gudrun Nassauer
Gudrun Michaela Nassauer (* 13. März 1981 in Marburg) ist eine deutsche katholische Theologin.

## Leben
Nach dem Abitur 2000 am Gymnasium Philippinum studierte sie von 2001 bis 2007 katholische Theologie (Diplom) und Philosophie (M.A.) in
München (LMU, Hochschule für Philosophie), Rom (Università Pontificia Salesiana) und Pune (Jnana Deepa Vidyapeeth – Pont. Institute for Philosophy
and Religion). Nach der Promotion 2015 zum Dr. theol. (Kath.-Theol. Fakultät, LMU München) und der Habilitation 2020/2021 mit venia legendi für das Fach Neutestamentliche Exegese ebenda ist sie seit 2021 ordentliche Professorin für Theologie und Exegese des Neuen Testaments (frankophon) an der Theologischen Fakultät der Universität Fribourg.
Ihre Forschungsinteressen sind Exegese und Theologie des lukanischen Doppelwerkes, Umwelt (literarisch und archäologisch / im Hinblick auf die materiale Kultur) des
neutestamentlichen und urchristlichen Textgutes, Exegese und Theologie des Corpus Paulinum und biblische Hermeneutik.

## Schriften (Auswahl)
- Heil sehen. Strategien anschaulicher Christologie in Lk 1-2. Wien 2016, ISBN 3-451-34983-3.